# پاول ملیتس
پاول ملیتس (آلمانی: Paul Mehlitz؛ زادهٔ ۲۴ دسامبر ۱۹۰۶) بازیکن هاکی روی چمن اهل آلمان است.